# ABCA13
ABCA13, ATP-binding cassette sub-family A member 13 ("13 transporter ABC podrodziny A") – białko kodowane u człowieka genem ABCA13 leżącym na chromosomie 7. Należy do rodziny transporterów ABC. Obejmuje ono 5058 reszt aminoacylowych, co czyni je największym znanym białkiem rodziny transporterów ABC.

## Znaczenie kliniczne
Jedno z badań zasugerowało, że rzadka zmienność i mutacje tego genu mogą wiązać się z takimi chorobami psychicznymi, jak schizofrenia, choroba afektywna dwubiegunowa i zaburzenia depresyjne.